# Seestraße 14 (Stralsund)
Das Haus mit der postalischen Adresse Seestraße 14 ist ein denkmalgeschütztes Gebäude in der Seestraße im Stralsunder Stadtgebiet Altstadt.

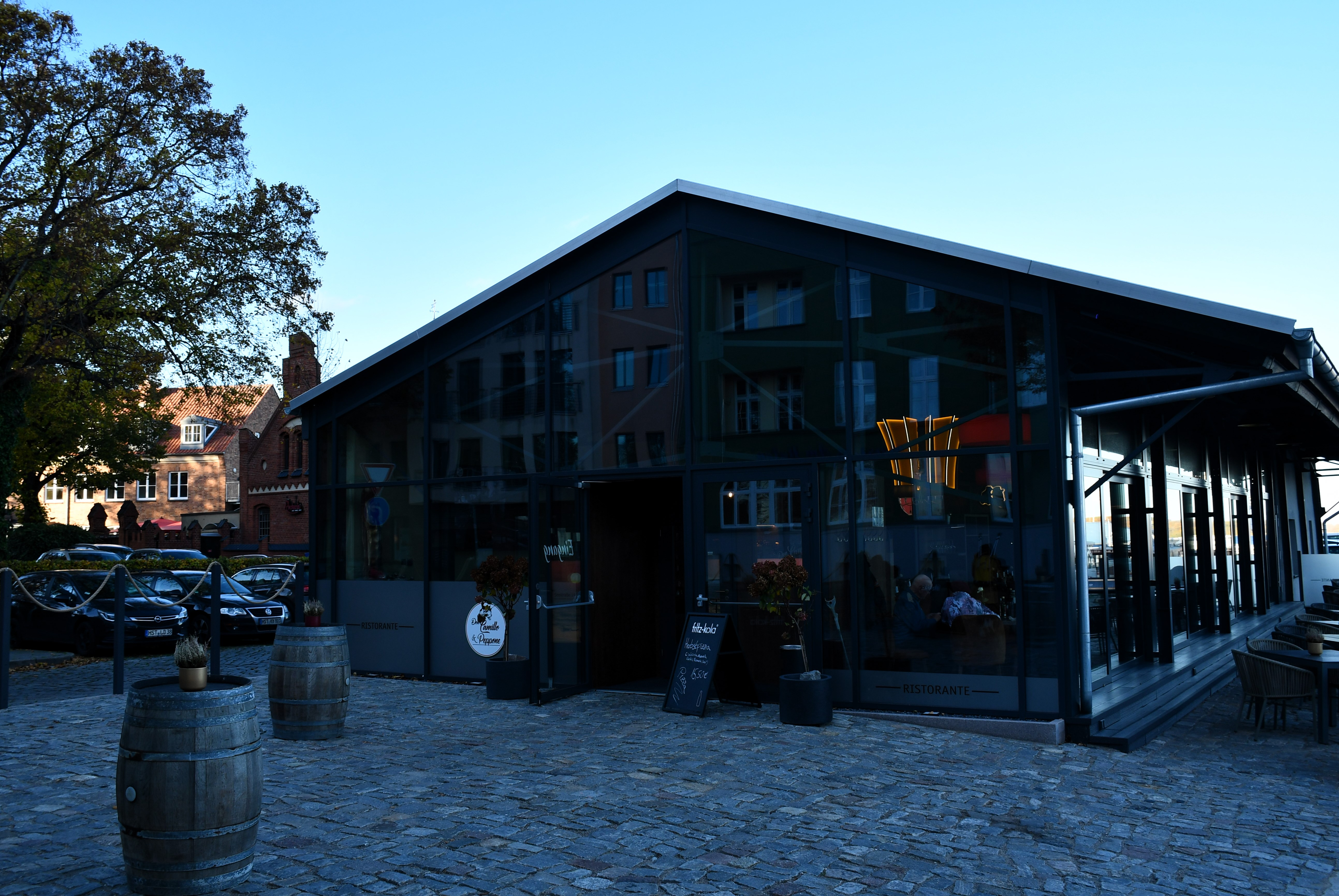
Das Haus Seestraße 14 in Stralsund (2023)

Das eingeschossige Gebäude steht auf dem so genannten Ippenkai und wird danach Ippenschuppen genannt. Beim Bau wurde eine – in Stralsund seltene – Eisenbinderkonstruktion verwendet, wegen der das Bauwerk unter Denkmalschutz steht.
Bauherr und Namensgeber war der Reeder Hermann Otto Ippen. Ippen hatte an der Stralsunder Anlegestelle seiner Stettiner Reederei eine überdachte Stahlkonstruktion als Lagerfläche für seine Transportgüter bauen lassen. Im östlichen Bereich wurden bald darauf Schiebetüren eingebaut, die den Bau zum Schuppen machten. Der zur Seestraße liegende Teil des Gebäudes wurde im Jahr 1935 mit Mauern versehen und von der Bauhandlung Max Wilhelm als Lager genutzt.
Die Weiße Flotte Stralsund übernahm im Jahr 1957 den Schuppen. Im Jahr 1958 wurden Fensteröffnungen eingefügt. Ab 1959 wurde der Lagerschuppen dann für die Nutzung als Warteraum und Gaststätte umgebaut. Ab 1985 wurde das Haus rekonstruiert und im südlichen Teil als Jugendklub genutzt. Seit 1997 dient das Haus als Restaurant. Von 2022 bis 2023 wurde das Gebäude saniert. Für diese Sanierung wurde der Bauherr vom „Bürgerkomitee rettet die Altstadt Stralsunds“ mit dem Koggensiegel ausgezeichnet.
Das Haus liegt im Kerngebiet des von der UNESCO als Weltkulturerbe anerkannten Stadtgebietes des Kulturgutes „Historische Altstädte Stralsund und Wismar“. In die Liste der Baudenkmale in Stralsund ist es mit der Nummer 704 eingetragen.